# Glossolepis incisus
El pez-arcoíris rojo (Glossolepis incisus) es una especie de pez actinopterigio de agua dulce.
Por su belleza es comercializado en acuariofilia, debiendo mantenerse en acuarios de más de un metro y en grupos de cinco individuos mínimo.

## Morfología
Cuerpo de un característico color rojo, con longitud máxima descrita de 12 cm en machos y 10 cm en hembras. Posee espinas, 6 a 7 en la aleta dorsal y una en la aleta anal.

## Distribución y hábitat
Es una especie de agua dulce tropical, bentopelágico, que prefiere aguas alcalinas de temperatura entre 29 y 30 °C. Su distribución se encuentra restringida a un lago en Nueva Guinea Occidental donde es un endemismo, motivo por el que su estado se considera "vulnerable".